# 1236 هـ
1236 هـ هي سنة في التقويم الهجري امتدت مقابلةً في التقويم الميلادي بين سنتي 1820 و1821.

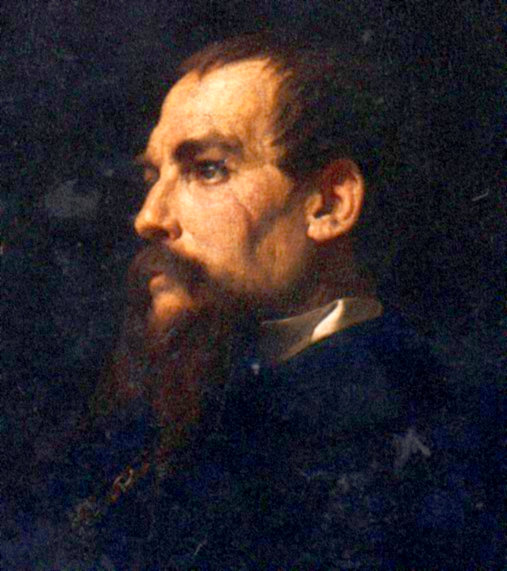
ريتشارد فرانسيس برتون

## أحداث
- 9 صفر - أهل فاس البالي يبايعون مولاي إبراهيم خارجين بذلك عن بيعة السلطان سليمان بن محمد.

## مواليد
- ريتشارد فرانسيس برتون
- صمويل بيكر
- عبد الهادي الإبياري
- علي سبيتي
- محمد بن عبد الله بن حميد
- محمود حمزة

## وفيات
- أحمد بن عبد الجواد السفطي
- إلياس بقطر
- مجذوب علي شاه
- محمد بن مشاري آل معمر
- موسي الأصغر محمد الأمين حماد النوري
- 4 جمادى الآخرة - إبراهيم بن اليزيد، أمير علوي مغربي تمرد على عمه السلطان سليمان بن محمد.